# Balchenfjella
Balchenfjella (norwegisch, englisch Balchen Mountain) ist ein 2820 m hoher Berg im ostantarktischen Königin-Maud-Land. Er ragt im Gebirge Sør Rondane an der Ostflanke des Byrdbreen auf. Sein südlicher Teil ist die Berrheia.
Norwegische Kartografen kartierten ihn 1957 anhand von Luftaufnahmen, die bei der US-amerikanischen Operation Highjump (1946–1947) entstanden. Namensgeber ist der norwegische Polarforscher und Flugpionier Bernt Balchen (1899–1973), Pilot bei der US-amerikanischen Byrd Antarctic Expedition (1928–1930).
Der Berg ist Typlokalität des Minerals Dissakisit-(Ce).